# Cherif Traorè

a Compétitions nationales et continentales officielles uniquement.

b Matchs officiels uniquement.
Dernière mise à jour le 14 novembre 2024.
Cherif Traorè, né le 10 avril 1994 à Kindia (Guinée), est un joueur International italien d'origine guinéenne de rugby à XV, jouant au poste de pilier gauche aux Rangers Rugby Vicenza.

## Biographie

### Jeunesse et formation
Né à Kindia en Guinée, mais arrivé en Italie à 7 ans avec sa famille, Traorè a grandi à Parme, où il a commencé à jouer au rugby. 

### Carrière en club
Passé par la section jeune du Viadana il a ensuite été sélectionné par l'Académie Nationale FIR. En 2013, il joue avec les Cavalieri faisant ses débuts en championnat italien de première division et en Challenge Cup européenne. Après une saison à Prato, il retourne à Viadana où il joue dans le championnat 2014-2015 . 
En 2015, Traorè rejoint le Benetton Rugby, avec lequel il fait ses débuts en Pro12 et en coupe d'Europe. 
Après une saison au cours de laquelle il a fait 9 apparitions en Pro12 et Champions Cup, sa carrière est stoppée en décembre 2016 par une blessure à l'épaule qui le force à manquer la majeure partie de la saison. De retour de blessure, après une opération, il augmente son temps de jeu au cours de la saison 2017-2018, même s'il est surtout remplaçant, et marque son premier essai en Pro14 contre les Southern Kings lors du match victorieux à domicile du 7 octobre 2017. La saison suivante, après ses débuts dans l'équipe nationale senior et bien que limité par une blessure, il est confirmé comme l'un des joueurs importants de son équipe. 
Au mois de décembre 2022, il dénonce un geste raciste ayant eu lieu à son encontre au sein de son club. L'un de ses coéquipiers lui a offert une banane pourrie en guise de cadeau de Noël anonyme, un geste qui choque Chérif. Le nom du coéquipier n'est pas révélé directement mais il est suspendu par son club. Un mois plus tard, le coéquipier est révélé et cela s'avère être Ivan Nemer, international italien d'origine argentine, qui est l'auteur de ce geste raciste, il est suspendu par la Fédération italienne jusqu'au 30 juin suivant, il a renoncé à faire appel. 

### Carrière internationale
À 19 ans, le joueur de Parme a rejoint l'équipe italienne des moins de 20 ans et participé au Six Nations en 2013 et 2014 étant aussi appelé pour les éditions du championnat du monde de la catégorie ces mêmes années. 
Après avoir participé à l'entraînement pour le tournoi des Six Nations 2018, Traorè est convoqué par l'entraîneur Conor O'Shea pour la tournée estivale de l'équipe nationale italienne au Japon. Il a fait ses débuts dans l'équipe nationale italienne en remplacement d'Andrea Lovotti dans le match  du 16 juin à Kobe, remporté pour l'Italie,. Il a également disputé tous les test-matchs d'automne de l’équipe nationale en tant que pilier gauche remplaçant.